# Адам Патер
Адам Патер (пол. Adam Pater; нар. 28 лютого 1975, Любань) — польський актор театру і кіно.

## Біографія
У 2005 році закінчив Краківську Академію театрального мистецтва імені Станіслава Виспянського у Вроцлаві. Виступав на сценах таких театрів: театр Яна Кохановського в Радомі, театр на Волі у Варшаві, театр Витворня у Варшаві, театр Камєниця у Варшаві.

## Фільмографія
| Рік         | Назва                   | Назва                   | Роль                    |
| Рік         | (укр.)                  | (пол.)                  | Роль                    |
| ----------- | ----------------------- | ----------------------- | ----------------------- |
| 2004 — 2011 | Перше кохання           | Pierwsza miłość         |                         |
| 2004        | Неділя                  | Niedziela               | чоловік                 |
| 2004 — 2006 | Кримінальна хвиля       | Fala zbrodni            | Болек/Лопе              |
| 2005 — 2006 | Варто кохати            | Warto kochać            |                         |
| 2006        | Своїми слов@ми          | Swoimi słow@mi          | Томек                   |
| 2006        | Безмірна справедливість | Bezmiar sprawiedliwości | Патрик                  |
| 2007        | Кримінал                | Kryminalni              | Яник Маковський         |
| 2008        | Відділ убивств          | Wydział zabójstw        | Зигмунт Шанявський      |
| 2008 — 2010 | Барви щастя             | Barwy szczęścia         | міліціонер              |
| 2009        | Зараз і завше           | Teraz i zawsze          | Томек                   |
| 2009        | Плебанія                | Plebania                | фотограф                |
| 2009        | Няня                    | Niania                  | учасник ігрового шоу    |
| 2010        | Вуста-вуста             | Usta usta               | Арек                    |
| 2011        | Переможець              | Wygrany                 | працівник ресторану     |
| 2011        | Жіночо-чоловіча війна   | Wojna żeńsko-męska      |                         |
| 2011        | Варшавський договір     | Układ warszawski        | Іван                    |
| 2011        | Шпильки на Ґєвонті      | Szpilki na Giewoncie    | клієнт                  |
| 2011        | В добро і в зло         | Na dobre i na złe       | працівник санепідслужби |
| 2011        | Лінія життя             | Linia życia             | бармен                  |
| 2012        | Готель 52               | Hotel 52                | Єремі Конєчний          |
| 2013        | Закон Аґати             | Prawo Agaty             | прокурор                |